# Sokkuram
Sokkuram (korejsky 석굴암) je buddhistická jeskynní poustevna v Jižní Koreji, nedaleko města Kjongdžu v provincii Severní Kjongsang.
Jeskyně byla uměle vytvořena v polovině 8. století na příkaz prvního ministra království Silla (57 př. n. l. – 935 n. l.), Kim Te-songa, jakožto privátní svatyně. Původně nesla jméno Sokpulsa (kor. 석불사). Po dlouhých staletích v zapomnění byla znovu objevena až na počátku 20. století. O její restauraci se brzy po jejím objevení zasadili Japonci, s podporou UNESCO pak korejská vláda v 60. letech. V hlavní ze dvou síní se nachází 3,5 metru vysoká socha Buddhy v lotosové pozici, vytesaná z granitu. Kolem něj pak dalších 38 soch bódhisattvů.
V roce 1995 byla jeskynní poustevna Sokkuram spolu s nedalekým klášterem Pulguksa zařazena na seznam světového kulturního dědictví UNESCO.

## Fotogalerie

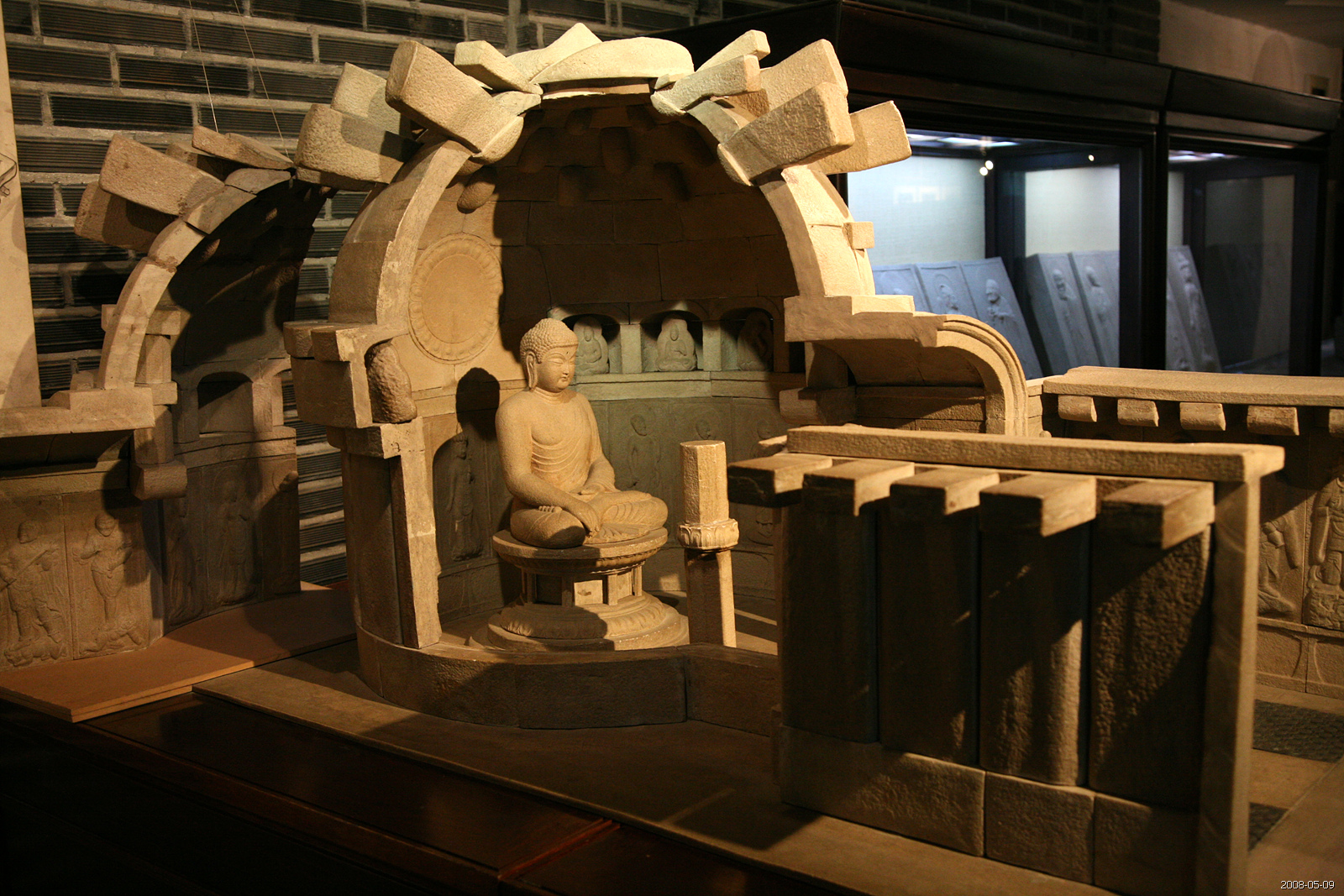
model
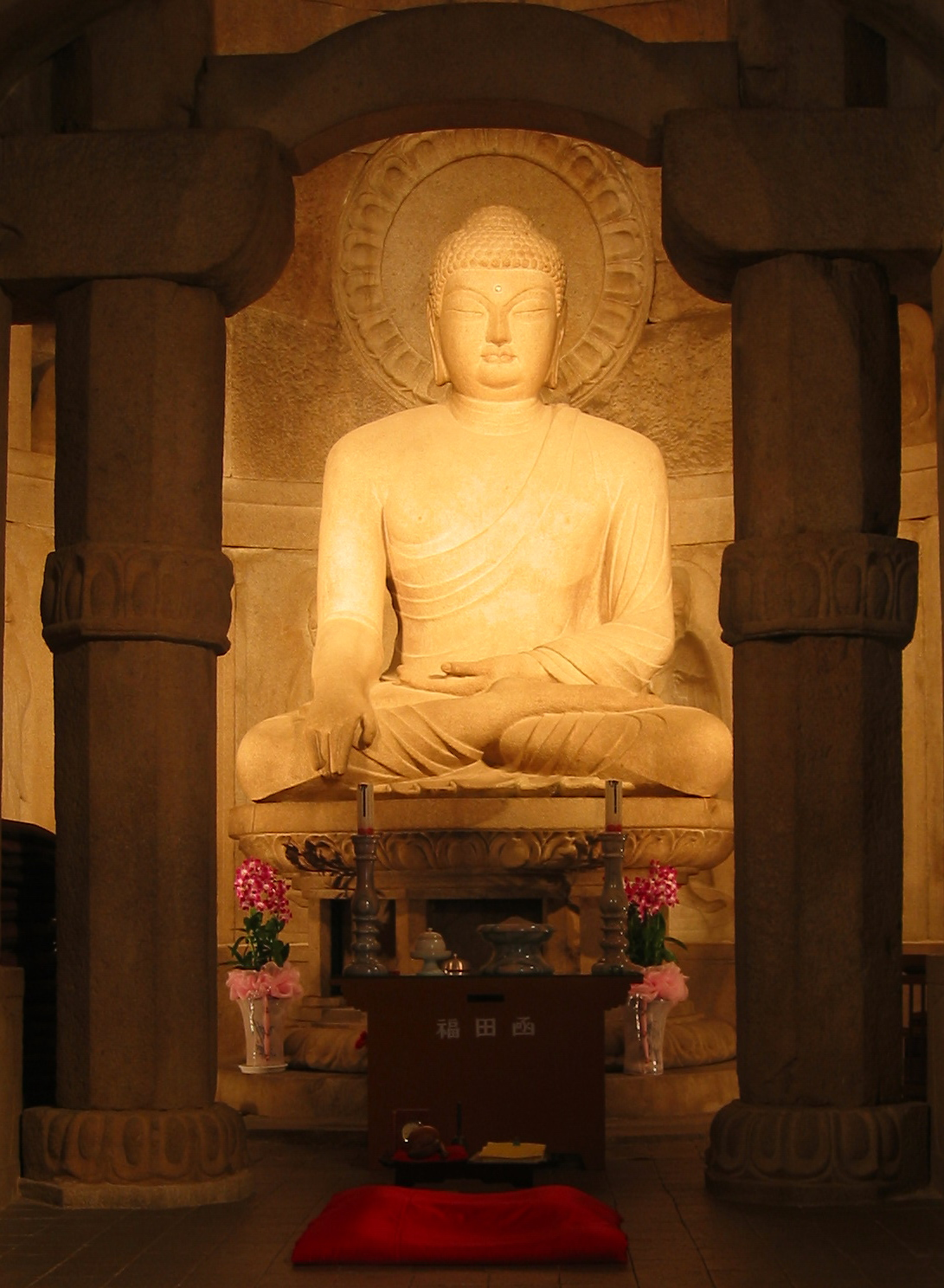
socha Buddhy
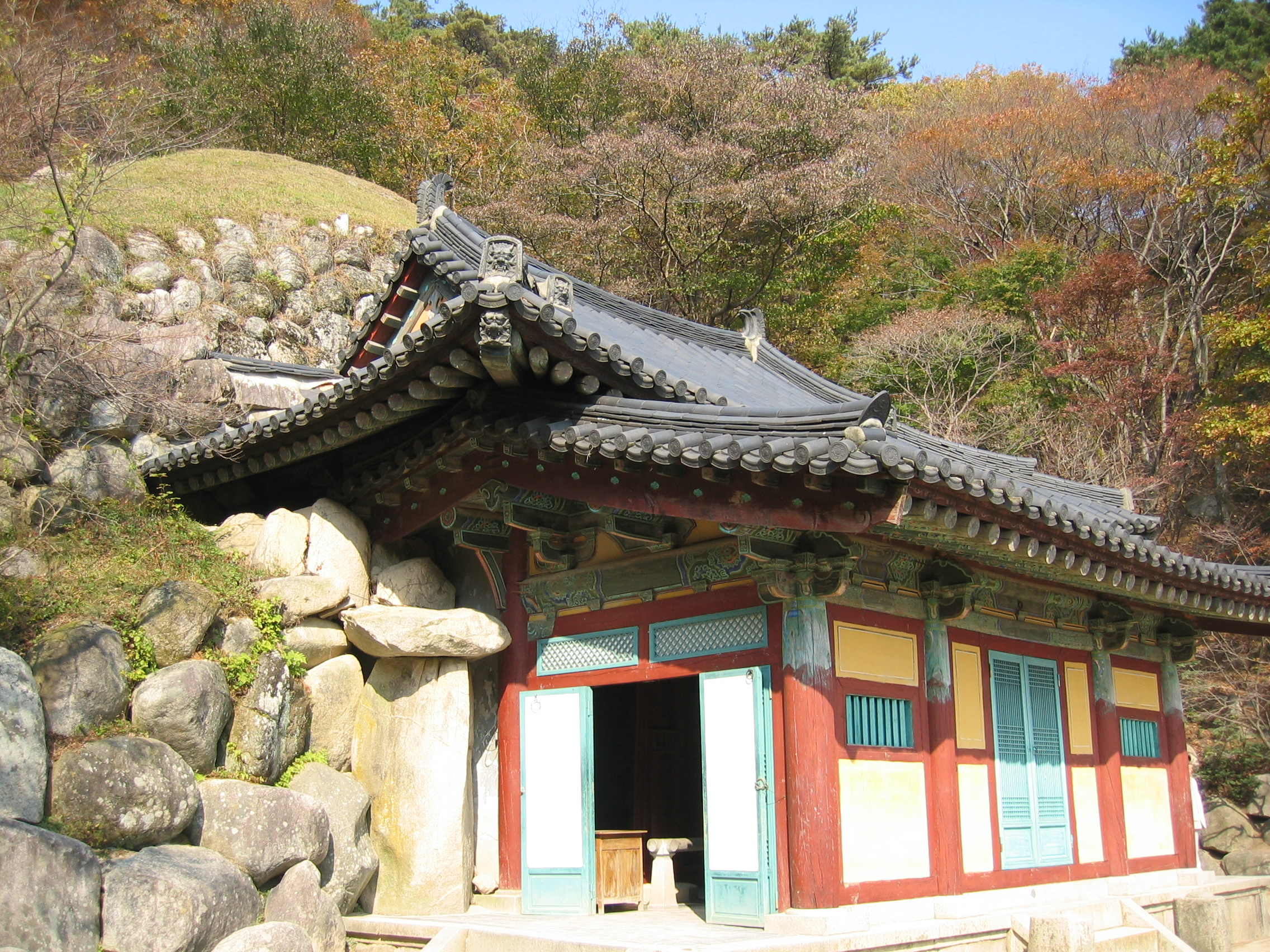
vstup do jeskyně